# 千敬史
千 敬史（せん たかふみ、1990年〈平成2年〉7月6日 - ）は、日本の茶人、若宗匠。茶道裏千家次期家元。若宗匠としては、千 宗史（せん そうし）を名乗る。

## 経歴
京都府京都市に生まれる。2009年（平成21年）に立命館高等学校を、2013年（平成25年）に立命館大学法学部を卒業後、2015年（平成24年）から今日庵理事、2018年（平成30年）から茶道裏千家淡交会副理事長に就任する。また、父で第16代家元・千宗室の名代として、社寺の献茶式なども務めている。
2019年（令和元年）12月2日、若宗匠の格式を継承することが明らかになった。2020年（令和2年）10月8日、宗家利休御祖堂にて古式にのっとった『若宗匠格式宣誓式』が執り行われ、九條家36代当主で裏千家顧問・九條道成より斎号「丹心斎」、父で第16代家元・千宗室より茶名「宗史」を授与された。同月9日、京都市北区の大徳寺聚光院にて『若宗匠格式奉告献茶式・格式披露茶会』、同月13日には、東京都渋谷区の明治神宮において『鎮座百年大祭 奉祝 裏千家献茶式-若宗匠格式奉告-』が執り行われ、以降、若宗匠「千宗史」として活動している。また、この継承における一部の諸行事には、皇室から母方の従姉にあたる三笠宮家の彬子女王も参列した。

## 家族・親族
母は、三笠宮崇仁親王と同妃百合子の第2女子・千容子（容子内親王）、父は、茶道裏千家第16代家元・千宗室である。
また、兄は、chori名義で詩人として活動した菊地明史（2014年〈平成26年〉12月に独立、2024年〈令和6年〉8月20日死去）、姉は、葵祭・第54代斎王代を務めた阪田万紀子（阪田修三の長男で医師の阪田宗弘夫人）である。
第124代天皇・昭和天皇の大甥、第125代天皇・明仁（上皇）と常陸宮正仁親王の従甥、第126代天皇・徳仁（今上天皇）と秋篠宮文仁親王および黒田清子（紀宮清子内親王）の再従弟にあたる。父方の祖父に茶道裏千家第15代家元千玄室。また、父方の従兄に伊住公一朗と伊住禮次朗、母方の従姉妹に三笠宮家の彬子女王と瑶子女王、高円宮家の承子女王と千家典子（典子女王）および守谷絢子（絢子女王）らがいる。

## 系譜
| 千敬史 （千宗史） | 父: 千政之（千宗室） | 祖父: 千政興（千玄室）   | 曾祖父: 14代千宗室 |
| 千敬史 （千宗史） | 父: 千政之（千宗室） | 祖父: 千政興（千玄室）   | 曾祖母: 千嘉代子   |
| 千敬史 （千宗史） | 父: 千政之（千宗室） | 祖母: 千登三子           | 曾祖父: 塚本定治郎 |
| 千敬史 （千宗史） | 父: 千政之（千宗室） | 祖母: 千登三子           | 曾祖母: 塚本三鶴   |
| 千敬史 （千宗史） | 母: 千容子           | 祖父: 崇仁親王（三笠宮） | 曾祖父: 大正天皇   |
| 千敬史 （千宗史） | 母: 千容子           | 祖父: 崇仁親王（三笠宮） | 曾祖母: 貞明皇后   |
| 千敬史 （千宗史） | 母: 千容子           | 祖母: 百合子             | 曾祖父: 高木正得   |
| 千敬史 （千宗史） | 母: 千容子           | 祖母: 百合子             | 曾祖母: 高木邦子   |